# 帯広の森スピードスケート場
明治北海道十勝オーバル（めいじほっかいどうとかちオーバル）は、北海道帯広市にある屋内スピードスケート場。スケート（スピードスケート）のナショナルトレーニングセンター（NTC）に指定されている。施設名称は、命名権（ネーミングライツ）を獲得した明治乳業（現在の明治）によるもの。

## 概要
2009年（平成21年）9月1日使用開始。帯広の森運動公園にあり、日本国内では長野エムウェーブに次ぐ屋内スピードスケート場として開場。スピードスケート競技に加え、中地多目的広場はフットサル、テニスなどを行うことができ、外周を利用したランニング走路も設置されている。

## 沿革
前身は1985年（昭和60年）開場の屋外施設「帯広の森スピードスケート場」であり、多くの国際・国内大会を開催してきた。1998年（平成10年）に長野オリンピックスピードスケート男子500m競技で帯広市出身の清水宏保が金メダルを獲得（長野オリンピックスピードスケート競技）。これを契機として屋内スケート場の建設構想が持ち上がり道立施設誘致を働きかけるが、北海道が財政難を理由に設置困難を示した。さらに、環境問題により製造中止となった冷媒フロンの在庫期限が迫る中、帯広市は単独整備へと方針転換した。その後、国・道の補助が決まり2007年（平成19年）6月から全面改修が始まった。

### 年表
帯広の森スピードスケート場（屋外）
- 1985年（昭和60年）：帯広の森スピードスケート場落成[8]。
- 2007年（平成19年）：帯広の森スピードスケート場が屋外リンクとしての営業終了。その後、屋内リンク建設工事着工。

明治北海道十勝オーバル
- 2009年（平成21年）：帯広市と明治乳業が命名権（ネーミングライツ）契約締結[9][10]。「明治北海道十勝オーバル」としてオープン[11]。
- 2014年（平成26年）：第14回「公共建築賞」優秀賞受賞[12]。

## 施設
400 mリンクは国際連盟規格Cタイプ。リンク幅15 m（滑走ゾーン8 m、アップゾーン5 m、事故回避ゾーン2 m）となっている。中地多目的広場は120 m×34 mあり、フットサル場3面分割、テニスコート6面分割などに使用でき、広場の外周（リンク部境界）に昇降式防球ネット（高さ11 m）を設置している。また、建物の高さが20 m弱で比較的コンパクトな設計であるため効果的な室温調整が可能となっている。公衆無線LAN（Wi-Fi）使用可能。
- 400 mリンク標準ダブルトラック（鋼管埋設型）
- 中地多目的広場（4,130 m²）
- ランニング走路（全長470 m）
- トレーニング室
- 選手控室
- 医務室
- シャワー室
- 通告コンピュータ室
- 審判室
- 応接室
- 研修室
- エレベーター（身障者対応）
- 飲食コーナー
- トイレ（多目的・1階オストメイト対応）
- 事務室他

## 大会実績
※明治北海道十勝オーバル開場後を記載。
- アジアスピードスケート距離別選手権大会（2010年）
- 世界スプリントスピードスケート選手権大会（2010年）
- 全日本ジュニアスピードスケート選手権大会（2010年、2012年）
- ジャパンカップスピードスケート競技会（2010年・2011年・2012年・2013年・2014年）
- 全日本スピードスケート選手権大会（2010年・2014年）
- ワールドカップスピードスケート競技会（2010年）
- 全日本スプリントスピードスケート選手権大会（2011年）
- 世界ジュニアスピードスケート選手権大会（2012年）
- ジュニアワールドカップファイナル（2012年）
- 2017年アジア冬季競技大会スピードスケート競技（2017年）

2023年ISUワールドカップ第1戦

## アクセス
北海道旅客鉄道（JR北海道）帯広駅からバスで約40分